# Arnold Netter
Pour les articles homonymes, voir Netter.
Juste Arnold Netter, né à Strasbourg le 20 septembre 1855 et mort à Paris le 1er mars 1936, est un médecin, hygiéniste, pédiatre, bactériologue et biologiste français ; médaille d'or de l'AP-HP en 1882, professeur à la faculté de médecine, il est connu pour ses travaux sur la méningite cérébro-spinale, la poliomyélite, la pneumococcie, l'encéphalite et le zona.
Il est parmi les premiers de ceux qui appliquent la bactériologie à la médecine clinique.

## Biographie
Neveu de Charles Netter et fils du docteur en médecine Léon Netter. Marié à Esther Jeanne Lang, fille du manufacturier Benoït Baruch Lang (Les Fils d'Emanuel Lang), il est le père du médecin Henri Netter  (1895-1946), de l'avocat Léon Netter (1897-1987), et de Marthe Netter (1892-1940) épouse de l'éditeur René Lisbonne.
il embrasse à son tour la vocation médicale. Externe des hôpitaux de Paris en 1875, interne en 1877, docteur en médecine en 1883, chef de clinique en 1884, médecin des hôpitaux en 1888, professeur agrégé à la Faculté de médecine de Paris en 1889, il exerce comme chef du service de pédiatrie à l'Hôpital Trousseau de 1905 à 1920. Il est élu membre du Conseil supérieur d'hygiène publique de France en 1898, et membre de l'Académie de médecine en 1904.
Il prend position en faveur du capitaine Alfred Dreyfus et de Bernard Lazare. Proche de Raymond Poincaré, il joue également un rôle majeur dans la formation de professeurs de médecine de la première moitié du XXe siècle tels que Robert Debré (mémoire de Michel Debré). Au lendemain de la Première Guerre mondiale, il est le premier à caractériser la grippe espagnole lors d'une communication à l'Académie de médecine. 
Neveu de Charles Netter l’un des créateurs de l’Alliance israélite universelle (AIU), il y adhéra de très bonne heure et collabora à son Comité central. Il y fut membre, puis vice-président, et à ce titre président intérimaire de 1915 à 1920, et venait d’être nommé à la présidence juste avant sa disparition.
Le 1er mars 1936, Il est pris d'un malaise à la fin de son exposé sur « l'abcès de fixation » lors de la 20e session d'assises médicales à l'Hôtel-Dieu. Il est reconduit à son domicile au 104, boulevard Saint-Germain où il meurt.

## Hommages et distinctions

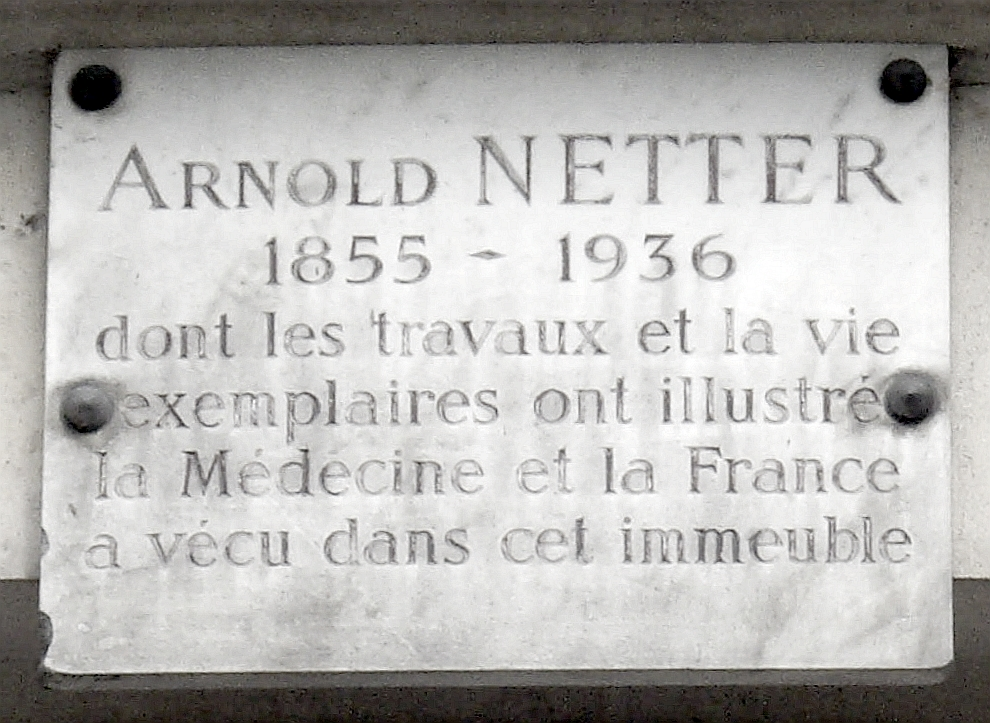
Plaque au n°104 boulevard Saint-Germain (6e arrondissement de Paris), où il vécut.

Une avenue du 12e arrondissement de Paris ainsi que des services hospitaliers portent son nom. À Strasbourg, sa ville natale, une rue du Docteur-Netter relie la rue du Docteur-Schaffner à la rue René-Laënnec dans un quartier récent à la Montagne Verte.
Il est nommé chevalier de la Légion d'honneur dès 1892, officier en 1912, commandeur en 1921 et grand officier en 1928.